# Thyreosthenius
Thyreosthenius es un género de arañas araneomorfas de la familia Linyphiidae. Se encuentra en la zona holártica.

## Lista de especies
Según The World Spider Catalog 12.0:
- Thyreosthenius biovatus (O. Pickard-Cambridge, 1875)
- Thyreosthenius parasiticus (Westring, 1851)